# Flavius Josephus
Titus Flavius Josephus (Jeruzalem, 37 - Rome, ca. 100), oorspr. naam Josef ben Mattijahu (Hebreeuws: יוסף בן מתתיהו) genoemd, was een Romeins-Joodse geschiedschrijver en hagiograaf van priesterlijke en koninklijke afkomst. In zijn twee belangrijkste werken Oude geschiedenis van de Joden (ca. 94 n.Chr.) en De Joodse oorlog (ca. 75 n.Chr.) ligt het accent op de eerste eeuw n.Chr., vooral op de Joodse opstand tegen de Romeinse bezetting in de periode 66 - 70 n.Chr. (de Eerste Joodse Oorlog) die resulteerde in de vernietiging van Jeruzalem in 70.
Josephus schreef zijn werken in het Koinè-Grieks om voor een Romeins publiek de geschiedenis van de wereld vanuit Joods perspectief uit te leggen. Deze werken geven waardevol inzicht in het jodendom in de eerste eeuw en de achtergrond van het vroege christendom. Zelf hield Josephus zich aan de wet van Mozes en geloofde in de mogelijkheid het jodendom en het Grieks-Romeinse denken te verenigen in wat wel Hellenistisch judaïsme wordt genoemd. Hoewel hierover controverse is onder historici, lijkt Josephus als een van de eersten buiten de auteurs van het Nieuwe Testament Jezus en zijn titel "Christus" te hebben vermeld.

## Biografie
Aanvankelijk deed Flavius Josephus als legerleider mee in de Joodse Opstand (66-70), waarbij Jeruzalem en de Joodse Tempel verwoest werden door de Romeinen. Hij werd in een vroeg stadium van deze opstand gevangengenomen en dankt hieraan waarschijnlijk zijn overleven. In krijgsgevangenschap voorspelde hij de Romeinse bevelhebber Vespasianus naar aanleiding van een droom dat deze keizer zou worden. Toen dat inderdaad gebeurde, verleende Vespasianus hem gratie. Josephus ging na de val van Jeruzalem met Titus mee naar Rome. Daar kreeg hij een woning en een inkomen. Als vrijgelatene van de Flavische keizers mocht hij de naam Flavius aannemen.
In Rome schreef Josephus De Joodse oorlog, een werk met als boodschap dat de ondergang van Jeruzalem en het Joodse volk de wil van God waren (de Romeinen waren Gods instrument) en dat men het verzet tegen de Romeinen maar beter kon stoppen. Hij bleef in Rome en een kleine 20 jaar later verscheen zijn Geschiedenis van de Joden, waarin hij de geschiedenis van zijn volk beschrijft vanaf de schepping tot aan zijn eigen tijd, voor Griekse en Romeinse lezers. Verder schreef hij nog een autobiografie en een polemisch werk, Tegen Apion, waarin hij zekere aantijgingen tegen het Joodse volk weersprak en een uiteenzetting deed van de Joodse wet.

## Flavius Josephus en het jodendom
Voor veel Joodse tijdgenoten was Flavius Josephus een verrader die met de Romeinen collaboreerde, maar voor historici is zijn werk van grote waarde om een gedetailleerd inzicht te kunnen krijgen in de gebeurtenissen in het oude Israël het Midden-Oosten na de periode van het Oude Testament en rond het begin van de jaartelling. Deze periode is mede door toedoen van het moderne zionisme uitgelicht in de Joodse geschiedenis.

## Flavius Josephus en het christendom
Aangezien Josephus schrijft over de periode waarbinnen de gebeurtenissen van het Nieuwe Testament vallen, is het werk van Josephus van groot belang voor de studie van het vroege christendom. Door het werk van Josephus is het mogelijk het Nieuwe Testament in de context te plaatsen van de geschiedenis en de gebruiken van de Joden in die periode.
In het werk van Josephus komen twee passages voor over Jezus van Nazareth. De eerste passage staat bekend als het Testimonium Flavianum, de tweede passage bericht over de terdoodbrenging van Jakobus (de leider van de joods-christelijke gemeente in Jeruzalem) aangeduid als 'de broer van Jezus, die Christus genoemd wordt'.

## Werken van Flavius Josephus
- (circa 75 n.Chr.) De Joodse oorlog (Ἰουδαϊκοῦ πόλεμος, geschreven in het Grieks)
- (circa 94 n.Chr.) Oude geschiedenis van de Joden (Ιουδαϊκή Αρχαιολογία, geschreven in het Grieks; doorgaans aangeduid als Antiquitates Judaicae of afgekort AJ in het Latijn).
- (circa 97 n.Chr.) Tegen Apion (geschreven in het Grieks; doorgaans aangeduid als Contra Apionem of afgekort CA in het Latijn)
- (circa 99 n.Chr.) Uit mijn leven (Grieks: Ιώσηπου βίος, Het Leven van Josephus)

### Nederlandse vertalingen
- Flavius Josephus, De Joodse Oorlog & Uit mijn leven, trad. comm. F.J.A.M. Meijer - M.A. Wes, Ambo/Baarn, 1992, ISBN 9026311524
  - Deze vertaling is gebaseerd op de oorspronkelijke Griekse tekst (editio maior van Niese-Destinon, Berlin 1894) en de Josephus-editie van J.Thackeray (Loeb Classical Library, London 1976). (Bron: pag.58-60, Verantwoording en bibliografie). M.a.w. de Latijnse versie De Bello Judaico is zelf al een vertaling (Bron: pag. 17-18, III. Vertalingen)
- Flavius Josephus, De Oude Geschiedenis van de Joden [Antiquitates Judaicae], trad. comm. F.J.A.M. Meijer - M.A. Wes, 3 vol., Baarn, 1997-1998. ISBN 9026314159, ISBN 9026314558, ISBN 9026314566
- Flavius Josephus, Contra Apionem Tegen Apion., trad. comm. F.J.A.M. Meijer - M.A. Wes, Baarn, 1999, ISBN 9026315635
- Al de werken van Flavius Josephus door WA Terwogt, Dordrecht/Haarlem, MDCCCLXXIII (1867).
- Flavii Josephi des vermaerden Joetschen hystorie scrivers Seven boecken, van die Joetsche oorloghe, ende destructie van Jerusalem... vertaald door Nicolaas van Winghe, Antwerpen, Symon Cock, 1552.
- Flavii Josephi des hoochberoemden Joodschen histori-schrijvers boecken: te weten vanden ouden Joodschen gheschiedenissen twintich: ende een van zijn eyghen leven. Noch van den Joodschen oorloghe ende verwoestinghe der stadt Jerusalem andere seven..., vertaald door Eberhard Bomeel, Leiden, Jan Paets, 1602.
- Flavius Josephus, Alle de werken van Flavius Josephus ... uyt de oversetting van den heer d'Andilly in't nederduytsch, gepubliceerd Amsterdam 1704 door P. Mortler — in het laatste kwart van de 20ste eeuw uitgegeven als facsimile.

### Online edities
- BIBLIOTHECA AUGUSTANA
  - Ἱστορία Ἰουδαϊκοῦ πολέμου πρὸς Ῥωμαίους (Bellum Iudaicum)
- HODOI ELEKTRONIKAI Du texte à l'hypertexte (Editie en Franse vertaling)
  - La guerre des Juifs contre les Romains (Bellum Iudaicum) (I, II, III, IV, V, VI, VII)
  - Les Antiquités judaïques (Antiquitates Judaicae) (V, XI, XV, XVI, XVIII, XIX)
  - Autobiographie (Vita Iosephi)